# Riz blanc

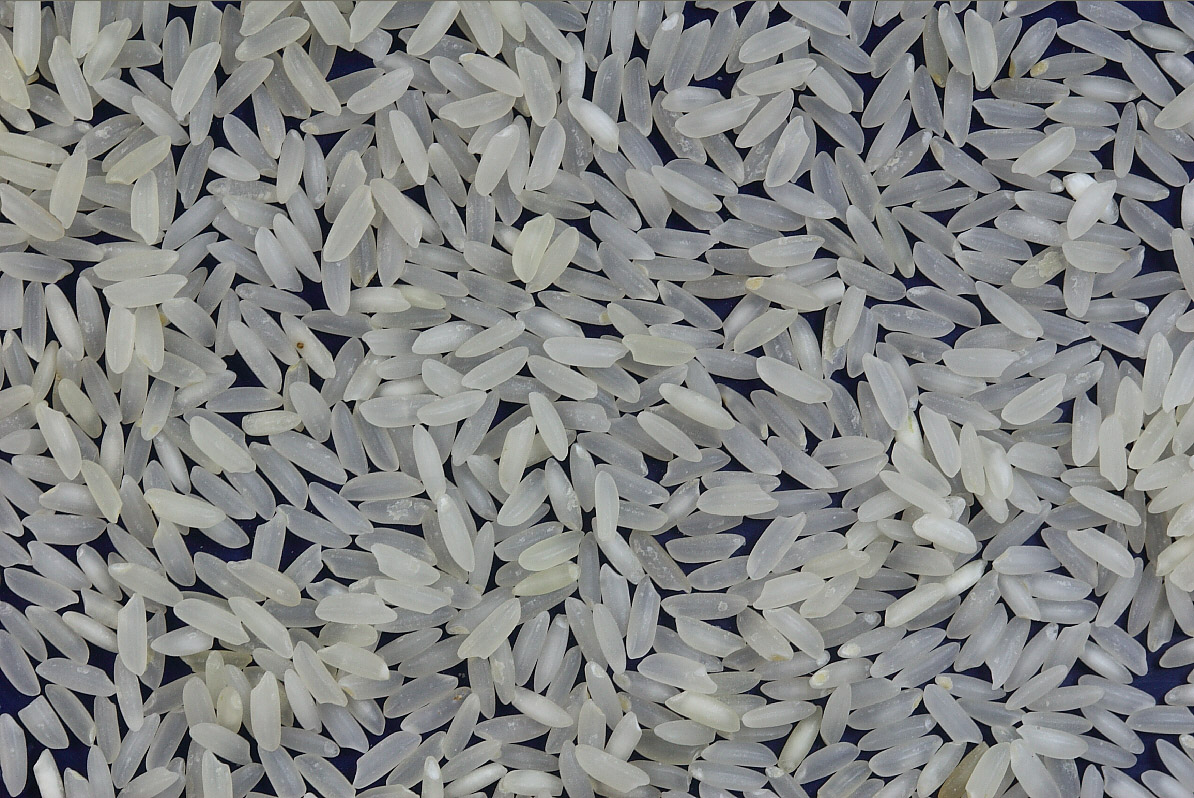
Riz blanc.

Transformation d'un grain de riz :
A. Riz avec balle ;
B. Riz complet ;
C. Riz avec germe ;
D. Riz blanc ;
E. Musenmai (« riz pré-lavé »).

Le riz blanc, ou riz blanchi, est le nom donné au riz complet après qu'il a subi l'opération de blanchiment. Celle-ci consiste à retirer le péricarpe et les téguments qui enveloppent la graine dans le caryopse et lui sont intimement soudés, ainsi que le germe (embryon). Il ne reste donc du grain de riz que l'albumen, essentiellement composé d'amidon. Les résidus de l'opération de blanchiment constituent le son. Ensuite, le riz est poli (opération de polissage) pour lui donner une apparence blanche et brillante.

## Transformation
L'opération de blanchiment retire au riz une grande partie de ses qualités nutritionnelles. Un régime basé sur du riz blanc non enrichi peut causer des maladies neurologiques telle que le béribéri, à cause d'un déficit de thiamine (vitamine B1). Le riz blanc est souvent ré-enrichi avec des résidus du traitement précédent.
Aux États-Unis, les quantités de vitamine B1, B3 et du fer dans le riz sont strictement encadrées,, ce qui nécessite d'enrichir le riz blanc.
L'adoption mondiale progressive du riz blanc au détriment du riz complet date de la 2e moitié du XIXe siècle avec la mécanisation,. Les marchands qui exportaient le riz le préféraient blanchi, car il prend moins de place et est moins susceptible d'être attaqué par les insectes,. Ce changement d'alimentation a entraîné une épidémie de béribéri en Asie.
Depuis le XIXe siècle, périodiquement, le riz complet et le riz sauvage ont été présentés comme meilleurs pour la santé. Le son du riz complet contenant des fibres et le germe, des vitamines et des minéraux.